# Bundesstraße 259
Pour les articles homonymes, voir Route 259.
La Bundesstraße 259 est une Bundesstraße du Land de Rhénanie-Palatinat.

## Source
- (de) Cet article est partiellement ou en totalité issu de l’article de Wikipédia en allemand intitulé « Bundesstraße 259 » (voir la liste des auteurs).

1. ↑  (de) « Die Bundes- und Reichsstraßen in Deutschland - Nr. 166 bis 327 » [archive du 18 février 2009], sur home.arcor.de (consulté le 16 juillet 2025)